# Ngudi Nathalie Nzongo
Ngudi Nathalie Nzongo (Kinshasa, 5 dicembre 1969) è un'ex cestista della Repubblica Democratica del Congo.

## Carriera
Con la RD del Congo ha disputato i Campionati mondiali del 1998.